# Marchington Woodlands
Marchington Woodlands är en ort i civil parish Marchington, i distriktet East Staffordshire, Storbritannien. Den ligger i grevskapet Staffordshire och riksdelen England, i den södra delen av landet, 190 km nordväst om huvudstaden London. Marchington Woodlands ligger 107 meter över havet och antalet invånare är 250. Marchington Woodlands var en civil parish 1866–1934 när det uppgick i Marchington, Anslow, Hanbury, Newborough och Tatenhill. Civil parish hade 273 invånare år 1931.
Terrängen runt Marchington Woodlands är platt. Runt Marchington Woodlands är det tätbefolkat, med 266 invånare per kvadratkilometer. Närmaste större samhälle är Burton upon Trent, 13,4 km öster om Marchington Woodlands. Trakten runt Marchington Woodlands består i huvudsak av gräsmarker.